# Moacșa
Moacșa (węg. Maksa) – wieś w Rumunii, w okręgu Covasna, w gminie Moacșa. W 2011 roku liczyła 885 mieszkańców.